# Kazimierz Południowski
Kazimierz Sergiusz Południowski (ur. 19 lutego 1888 w Myślenicach, zm. 8 stycznia 1959 w Londynie) – major dyplomowany piechoty Wojska Polskiego, działacz kultury, prezes Rady Artystyczno-Kulturalnej w Bydgoszczy.

## Życiorys
Urodził się 19 lutego 1888 roku w Myślenicach, ówczesnym mieście powiatowym Królestwa Galicji i Lodomerii. Ukończył Gimnazjum Humanistyczne w rodzinnym mieście. W czasie I wojny światowej pełnił służbę w cesarskiej i królewskiej armii.
7 lipca 1919 roku został przyjęty do Wojska Polskiego z zatwierdzeniem posiadanego stopnia porucznika ze starszeństwem z dniem 1 listopada 1916 roku, zaliczony do I Rezerwy armii z równoczesnym powołaniem do służby czynnej na czas wojny aż do demobilizacji, i przydzielony do Wojskowej Straży Granicznej. 1 sierpnia 1919 roku został przeniesiony do 1 pułku strzelców podhalańskich.
19 sierpnia 1920 roku został zatwierdzony z dniem 1 kwietnia 1920 roku w stopniu kapitana, w piechocie, „w grupie oficerów byłej armii austro-węgierskiej”. Wówczas nadal pełnił służbę w 1 pułku strzelców podhalańskich. 1 czerwca 1921 roku pełnił służbę w dowództwie 1 Dywizji Górskiej, a jego oddziałem macierzystym był nadal 1 pułk strzelców podhalańskich. 3 maja 1922 roku został zweryfikowany w stopniu majora ze starszeństwem z dniem 1 czerwca 1919 roku i 469. lokatą w korpusie oficerów piechoty. 2 listopada 1923 roku został przydzielony do Wyższej Szkoły Wojennej w Warszawie, w charakterze słuchacza III Kursu Doszkolenia. 15 października 1924 roku, po ukończeniu kursu i otrzymaniu dyplomu naukowego oficera Sztabu Generalnego, został przydzielony do Oddziału IV Sztabu Generalnego w Warszawie. W czasie studiów w Wyższej Szkole Wojennej oraz w czasie pełnienia służby w Sztabie Generalnym pozostawał oficerem nadetatowym 1 pułku strzelców podhalańskich. Pełnił także funkcje attaché wojskowego w Rumunii, Czechosłowacji i na Węgrzech. Biegle władał siedmioma językami.
W 1926 roku, w czasie przewrotu majowego stanął po stronie rządu, co w konsekwencji przekreśliło jego karierę wojskową. 31 października 1927 roku został przeniesiony z Oddziału II Sztabu Generalnego do 62 pułku piechoty wielkopolskiej w Bydgoszczy, na stanowisko dowódcy II batalionu. 23 grudnia 1929 roku otrzymał przeniesienie do 22 pułku piechoty w Siedlcach na stanowisko dowódcy batalionu. 26 marca 1931 roku otrzymał przeniesienie do Dowództwa Okręgu Korpusu Nr II w Lublinie na stanowisku szefa oddziału. 15 listopada 1932 roku został zwolniony z zajmowanego stanowiska, pozostawiony bez przynależności służbowej i oddany do dyspozycji dowódcy Okręgu Korpusu Nr II w Lublinie. Z dniem 30 czerwca 1933 roku został przeniesiony w stan spoczynku. W 1934 roku pozostawał w ewidencji Powiatowej Komendy Uzupełnień Bydgoszcz Miasto. Posiadał przydział do Oficerskiej Kadry Okręgowej Nr VIII. Był wówczas w dyspozycji dowódcy Okręgu Korpusu Nr VIII w Toruniu.
Karierę cywilną rozpoczął od objęcia kierownictwa Oddziału Polskiej Agencji Telegraficznej w Bydgoszczy. Od tego momentu zaangażował się w rozwój i pracę organizacyjną kultury w grodzie nad Brdą. Miał duży udział w powstaniu Rozgłośni Pomorskiej Polskiego Radia. Był postacią barwną, człowiekiem o dużej kulturze osobistej i umiejętnościach organizacyjnych. Należał do pierwszoplanowych postaci bydgoskiej kultury.
W 1934 r. był współorganizatorem bydgoskiej Rady Artystyczno-Kulturalnej, a w 1938 r. został jej prezesem. Organizacja ta przyczyniła się do rozwoju i upowszechnienia muzyki, plastyki, akcji odczytowej i wszystkich przejawów życia kulturalnego w mieście. Był także organizatorem nieformalnego „Klubu Kanciastego Stołu” (w kawiarni hotelu Pod Orłem), gdzie zbierali się działacze kultury, dziennikarze i bydgoscy twórcy, m.in.: Teodor Gajewski, Adam Grzymała-Siedlecki, Arnold Grossmann, Konrad Fiedler, Jan Piechocki, Marian Turwid, Eugeniusz Wasilewski, Henryk Kuminek, Stanisław Leśniewski. Należał do aktywnych działaczy Bydgoskiego Towarzystwa Muzycznego. Jako członek zarządu znacznie przyczynił się do założenia wielu zespołów muzycznych. Współpracował z grupą działaczy, która doprowadziła w 1937 r. do założenia Miejskiej Orkiestry Symfonicznej pod dyrekcją Alfonsa Rezlera.
Z jego inicjatywy rozpoczęto starania w sprawie organizacji Bydgoskiego Podstudia Rozgłośni Pomorskiej Polskiego Radia. Jako jeden z inicjatorów doprowadził do zorganizowania w Bydgoszczy w dniach 30 października – 14 listopada 1937 r. Ogólnopolskiej Wystawy Radiowej. Był miłośnikiem muzyki – sam grał na fortepianie i skrzypcach oraz popularyzował odbiór muzyki za pomocą radia.
W czasie mobilizacji powszechnej w 1939 r. zgłosił się ochotniczo do wojska i został skierowany do Sztabu Naczelnego Wodza. Wzięty do niewoli, przebywał w obozach jenieckich: IV C Colditz, VII A Murnau, II E Neubrandenburg, gdzie w 1941 r. pełnił funkcję oficera inspekcyjnego. Po zakończeniu II wojny światowej osiadł w Anglii. 15 października 1954 roku Prezydent RP August Zaleski powołał go na członka drugiego składu Sądu Obywatelskiego w Londynie. 17 września 1958 został powołany na stanowisko Głównego Komisarza Wyborczego, zastępując zmarłego Tadeusza Grodyńskiego. Zmarł 8 stycznia 1959 roku w Londynie.

## Ordery i odznaczenia
- Krzyż Walecznych
- Medal Niepodległości